# 제10회 제주국제장애인인권영화제
제10회 제주국제장애인인권영화제는 2009년 10월 9일에 열린 시상식이다.

## 수상 및 후보

### 상영작
- 장애인의 하루 - 이경미
- 작은 불씨 하나 - 김경률
- 행복 - 오영생
- 당신은 피터 팬과 키를 재 본 적이 있습니까? - 신철호
- 사는게 뭐 별건가요 - 최은주 외2명
- 아르바이트 - 오보배
- 셔틀콕의 날개를 달아 - 이혜정
- 노란 종이비행기 - 조중헌
- 유불여무 - 편의시설 - 이용정 외3명
- 하루 - 김경희
- 양심은 가져가세요. - 강문종 외1명
- 신기루 - 유승권
- 무궁화꽃이 피었습니까? - 김종기
- 가능성의 예술-에이블 아트 - 고재필
- Braindamaj'd...TakeⅡ - 폴 나들러
- 프렌즈 - 임덕윤
- 대답 - 우지양
- 노들의 봄 - 이다솜
- 룩 앳 미 - 니코 본 글라소
- 롤링 - 그레첸 버랜드
- 몸에 맞지 않는 휠체어를 아시나요? - 정해선
- 푸른 바다 위의 파도 - 윤숙경
- 기억 저편의 장소 - 김목현
- 스페셜 피플 - 저스틴 에드가
- 봉조독립만세 - 이경민
- 작은 새의 날개 짓 - 김수미
- Happy Birthday / 해피 버스데이 - 홍준겸
- 피크닉 - 제충현
- 당신이 고용주라면 시각장애인을 고용하시겠습니까? - 노동주
- 저항의 길 - 강현석
- The World's lggenious people - 토피크 쉐크베디브